# Curious Pictures
Curious Pictures (estilizado como curious?ictures) fue una compañía que se especializaba en la creación de series animadas, películas, comerciales y edición digital de películas. Los presidentes de la compañía fueron David Jammy y Harriet Gavshon.

## Historia
Fue fundado en 1978 bajo el nombre de Stowmar Enterprises. Para 1981 la compañía se renombra como Broadcast Arts Un equipo de cuatro socios fundadores en 1993 -Susan Holden, Steve Oakes, David Starr y Richard Winkler- trabajaba en la producción los comerciales de televisión, programación de televisión, producción de juguetes, y otras empresas.  
En 1994 la compañía se expandió en un estudio de 25,000 pies cuadrados en el sur de Manhattan, plenamente dotándolo de un cel y un departamento de animación por ordenador, una etapa de tiro con sistemas de cámaras de control de dos películas, una tienda de puntal y el modelo y salas de edición digital. Dentro de esto tendría otro cambio de nombre a Curious Pictures establecido en 1993. Para 1995 Curious estaba produciendo más de 100 proyectos comerciales al año. 
En 1998, A Little Curious para HBO se convirtió en la primera serie de media hora de la compañía, seguido poco después por otro proyecto, Sheep in the Big City de Cartoon Network. Otros productos de televisión animadas incluyen Codename: Kids Next Door, creado por Tom Warburton, durante siete temporadas en Cartoon Network y Little Einsteins para el Disney Channel y Equipo Umizoomi para Nickelodeon. 
De 1995 a 1999, una oficina se mantuvo en San Francisco para apoyar la expansión de la compañía en la animación por cel.
La empresa cerró el 24 de abril de 2015, el mismo día en donde Equipo Umizoomi transmitió su último episodio.

## Series y/o películas creadas

### Series animadas
- MaxTrax
- The George Michael Sports Machine (títulos principales; 1984)
- Pee-wee's Playhouse (solo temporada 1; 1986)
- The Off-Beats (1996-1999)
- El mundo de Elmo (solo temporada 1; 1999)
- A Little Curious (1999-2000)
- The Cartoon Cartoon Show ("Prickles the Cactus" y "Sheep en la gran ciudad") (2000)
- Sheep in the Big City (2000-2002)
- Saturday TV Funhouse ("The Narrator That Ruined Christmas") (2001)
- Cyberchase (diseños originales de personajes principales; 2002-presente)
- Hey Joel (2003)
- KND: Kids Next Door (2002-2008)
- The Wrong Coast (2004)
- Sunday Pants ("Freshman Clowns") (2005)
- Mini Einsteins (2005-2009)
- Bored to Death (títulos principales; 2009-2011)
- Equipo Umizoomi (2010-2015)
- NFL Rush Zone (2010-2011)
- Eureka ("Do You See What I See") (2011)
- A Day in the Life (animación de apertura; 2011)

### Películas y especiales
- Star Trek: The Motion Picture (animación de visualización gráfica; 1979)
- I Go Pogo (1980)
- ¿Quién es esa chica? (secuencia de títulos; 1987)
- Vandemonium Plus (1987)
- Norman's Corner (1988)
- The Jackie Bison Show (1990)
- Smoke Alarm (1996)
- An Off-Beats Valentine's (1999)
- Cyberchase: The Poddleville Case
- Jammin' en Jamaica (2004)
- My Scene: Masquerade Madness (2004)
- My Scene Goes Hollywood (2005)
- PollyWorld (2006)
- El diario de Barbie (2006)
- Operation: Z.E.R.O. (2006)
- Chicago 10 (animación; 2007)
- The Grim Adventures of the KND (coproducida con Cartoon Network Studios; 2007)
- ¿En dónde diablos está Osama? (diseño gráfico; 2008)
- August (efectos visuales adicionales; 2008)
- Operation: I.N.T.E.R.V.I.E.W.S. (2008)
- The Love Guru (gráficos y efectos visuales; 2008)
- Black Swan (captura de movimiento; 2010)
- It's Kind of a Funny Story (efectos visuales; 2010)

### Videojuegos
- Rock Band (captura de movimiento y animación; 2007)
- Rock Band 2 (captura de movimiento y animación; 2008)
- Anatomía de Grey: El videojuego (2009)
- The Beatles: Rock Band (2009)
- Grand Theft Auto: The Ballad of Gay Tony (2009)
- Red Dead Redemption (2010)
- Green Day: Rock Band (2010)
- Dance Central (2010)
- Homefront (2011)
- Dance Central 2 (2011)
- Leela (2011)

### Cortometrajes
- "Don't Answer Me" (vídeo musical; 1984)

## Personas
Su lista de galardonado directores de acción en vivo y animación incluye: 
- Battery
- Saul Andrew Blinkoff
- Crankbunny
- Flea Circus
- Fluorescent Hill
- Eric Fogel
- Fresh Paint
- Leopoldo and Everardo Gout
- David Griffiths
- Kangaroo Alliance
- David Kelley
- Little Fluffy Clouds
- MaGIK
- Yann Malka
- man vs magnet
- Christopher Mills
- Stefan Nadelman
- Steve Oakes
- Osbert Parker
- Sean Pecknold
- Play Airways
- Greg Ramsey
- Ro Rao
- Dave Rasura
- Abraham Spear
- Mo Willems
- Michael Wright
- Tom Warburton/Mr. Warburton